# Александру Флехтенмахер
Александру Адолф Флехтенмахер (рум. Alexandru Adolf Flechtenmacher; * 23 грудня 1823, Ясси,— † 28 січня 1898, Букарешт) — румунський композитор.
Автор музики до першої румунської оперети. І взагалі багато уваги приділяв музичному театрові. Також очолював консерваторію в Букарешті.
Написав музику до «Хори єднання» (слова Васіле Александрі), неофіційного гімну Румунії, який співали в часи об'єднання Дунайських князівств і потім згадували й згадують, коли відчувається потреба в єднанні громадськості.
|  | Це незавершена стаття про музиканта або музикантку. Ви можете допомогти проєкту, виправивши або дописавши її. |